# امانوئله دل ویچیو
امانوئله دل ویچیو (به پرتغالی: Emanuele Del Vecchio) مهاجم اهل برزیل است که در شهر São Vicente, São Paulo و در تاریخ ۲۴ سپتامبر ۱۹۳۴ به دنیا آمده‌است.
امانوئله دل ویچیو در تیم‌های فوتبال سانتوس سابقهٔ حضور دارد.